# Calorimetria
La calorimetria è l'insieme delle tecniche di misurazione delle quantità di calore cedute o assorbite durante reazioni chimiche, passaggi di stato e altri processi chimici e fisici, ai fini di determinare i calori specifici, le capacità termiche, i calori latenti relativi alle sostanze, ai corpi e ai processi in esame.
La calorimetria può essere considerata anche una branca dell'energetica oltre che della termologia; ha avuto inizio con l'esperienza di Joule per la determinazione dell'equivalente meccanico della caloria, esperienza basata sull'accettazione del principio di conservazione dell'energia e della completa equivalenza tra calore e lavoro meccanico.
I dispositivi utilizzati dalla calorimetria per il raggiungimento dei suoi scopi vengono chiamati calorimetri.

## Utilizzo clinico
L'utilizzo si basa sul fatto che l'energia assunta dall'uomo è sotto forma di energia chimica potenziale, che viene trasformata in energia termica, cinetica e in altra energia chimica potenziale.
{\displaystyle chimica(alimenti)=termica+cinetica+chimica}
Se poniamo il soggetto in condizioni basali ovvero: a digiuno da circa 12 ore, a riposo termico, meccanico e psichico possiamo trascurare sia l'energia cinetica che quella chimica potenziale assunta dalla dieta. Pertanto:
{\displaystyle termica=-chimica}
Calcolando l'energia termica rilasciata si ha un quadro preciso delle calorie utilizzate dal nostro organismo a riposo.

## Calorimetria diretta
La calorimetria diretta si basa sul calcolo delle kcal rilasciate dall'organismo.
Si distinguono una calorimetria adiabatica e per gradiente.

### Come si effettua

#### Adiabatica
- Il soggetto è posto in un calorimetro, una camera termicamente isolata, nelle cui pareti scorre acqua a temperatura e volume noti.
- Dopo un lasso di tempo definito (da una a tre ore) si misura la temperatura dell'acqua. In base alla variazione di temperatura si risale alle calorie rilasciate per conduzione, convezione e irraggiamento nella camera.
- 1 kcal = Energia termica che bisogna fornire ad un litro d'acqua per aumentare la sua temperatura da 14.5 °C a 15.5 °C.
- L'acqua rilasciata per evaporazione viene misurata attraverso il cambiamento di peso di un recipiente contenente acido solforico nel sistema di aerazione.

1 mL H2O(g) sottrae ben 0.6 kcal al corpo.
Viene persa attraverso l'evaporazione del sudore dalla pelle, dalla perspiratio insensibilis ovvero la perdita di acqua per diffusione (e non secrezione ghiandolare come per il sudore) e attraverso l'espirazione, che libera aria umidificata.
- il CO2 viene misurato attraverso la differenza di peso di un recipiente contenente calce sodata col quale si lega il gas espirato.
- L'O2 inspirato viene misurato attraverso un contatore mentre viene immesso nella stanza  calorimetrica.

#### Per gradiente
Viene calcolata la differenza di temperatura tra l'interno della stanza e l'esterno, a temperatura ambiente.
Infatti le pareti del calorimetro sono isolate ma capaci di permetterne la misurazione.
La Calorimetria diretta ha solo termini storici, perché, a causa della dispendiosità del mantenimento del calorimetro non viene più utilizzata, preferendosi quella indiretta

## Calorimetria indiretta

Calorimetria indiretta per la misurazione degli scambi gassosi polmonari a riposo su soggetto a respirazione spontanea, mediante il metodo della diliuzione (casco canopy)

La calorimetria indiretta è una metodica che misura i gas respiratori: l'ossigeno (O2) di un determinato volume di aria inspirata e l'anidride carbonica prodotta (CO2). La calorimetria indiretta si basa sul principio che, nell'organismo, l'ossidazione dei nutrienti porta ai prodotti finali CO2, acqua e urea.

### A circuito chiuso
Nella calorimetria indiretta si misura, separando l'aria inspirata da quella espirata dal paziente il consumo di O2 e l'emissione di CO2. Le variazioni di concentrazione di ossigeno e anidride carbonica nei gas respiratori vengono misurate attraverso degli speciali sensori paramagnetici presenti all'interno del calorimetro.
In alternativa, il soggetto viene fatto respirare attraverso uno spirometro, misurando 
- la CO2 espirata attraverso la differenza di peso di un recipiente contenente calce sodata prima e dopo un determinato tempo di misurazione.
- l'O2 attraverso un contatore posto nel tubo dove il soggetto inspira.

### A circuito aperto
Il paziente respira dentro un casco trasparente ventilato, campioni del gas espirato (O2 e CO2) vengono misurati in tempo reale attraverso speciali sensori paramagnetici.
In alternativa l'aria espirata dal soggetto viene raccolta in un sacchetto di gomma impermeabile (Sacca di Douglas) e ne viene raccolto un campione per misurarne successivamente il contenuto percentuale di CO2. La misurazione dell'O2 è analoga a quella a circuito chiuso